# Ömer Ayçiçek
Ömer Ayçiçek (* 2. Oktober 1995) ist ein ehemaliger türkischer Skilangläufer.

## Werdegang
Ayçiçek startete im Januar 2015 in Gerede erstmals im Balkancup und belegte dabei jeweils den fünften Platz über 10 km Freistil und 10 km klassisch. Bei den nordischen Skiweltmeisterschaften 2015 in Falun errang er den 108. Platz im Sprint. Im Februar 2016 lief er bei den U23-Weltmeisterschaften in Râșnov auf den 66. Platz im Sprint. Bei der Winter-Universiade 2017 in Almaty kam er auf den 68. Platz über 10 km klassisch, auf den 64. Rang im Sprint und auf den 61. Platz in der Verfolgung und bei den nordischen Skiweltmeisterschaften 2017 in Lahti auf den 96. Platz im Sprint. Im Dezember 2017 lief er in Davos erstmals im Weltcup und belegte dabei den 112. Platz im Sprint. Bei den Olympischen Winterspielen 2018 in Pyeongchang belegte er den 93. Platz über 15 km Freistil, den 77. Rang im Sprint und den 28. Platz zusammen mit Hamza Dursun im Teamsprint. Im folgenden Jahr lief er bei den nordischen Skiweltmeisterschaften in Seefeld in Tirol auf den 80. Platz im Sprint und bei der Winter-Universiade in Krasnojarsk im Sprint und über 10 km klassisch jeweils auf den 61. Platz und in der Verfolgung auf den 58. Rang. In der Saison 2019/20 errang er mit je einen zweiten und dritten Platz, den dritten Platz in der Gesamtwertung des Balkancups. Zudem nahm er in Davos letztmals am Weltcup teil und errang dort den 81. Platz über 15 km Freistil. Bei den nordischen Skiweltmeisterschaften im folgenden Jahr in Oberstdorf belegte er den 96. Platz im Sprint und den 87. Rang über 15 km Freistil.